# Constanze Buttmann
Constanze Conny Buttmann (* 17. Juli 1994) ist eine deutsche Synchronsprecherin.

## Werdegang
Buttmann schloss ihre Ausbildung zum Schauspiel an der Sprecherschule von Christian Rode unter der Leitung von Irina von Bentheim, Kathrin Rode, Willi Meyer und Carmen Molinar ab. In den folgenden Jahren hatte sie Synchron- und Schauspieltraining bei Sascha Kaufmann und Luna Mittig. Von 2009 bis 2013 hatte Buttmann Gesangsunterricht bei Václava Tichá, direkt danach hatte sie weiteren Gesangsunterricht bei Elisabeth Orth. Als Synchronsprecherin hat sie unter anderem Georgia Groome ihre Stimme geliehen. Außerdem hatte sie einige Sprechrollen in der Bollywood-Serie Jamai Raja – Eine Chance für die Liebe.
Von 2019 bis 2021 lieh Buttmann, unter der Regie von Kim Jens Witzenleiter, ihre Stimme der Mia Ziegler in der Thriller Hörspielreihe „Die Prüfung“ aus dem Hause Wolfy-Office. Sie war auch am Soundtrack der Reihe beteiligt und sang einen Part in einer Coverversion von Hurt.
2022 war Buttmann als Mary im Coveralbum des Musicals Jesus Christ Superstar, produziert von Kim Jens Witzenleiter und veröffentlicht über Wolfy-Office, zu hören. 2023 übernahm Constanze Buttmann eine Hauptrolle im Hörspiel Wolfy.
Als Synchronsprecherin war sie in Serien wie Der Herr der Ringe: Die Ringe der Macht, Pokemon und Bridgerton zu hören und lieh ihre Stimme bereits Schauspielerinnen wie Anna Kendrick in The Forge.
Bis Heute (Stand November 2024) hat Constanze Buttmann bei über 95 Hörbuch Produktionen gesprochen und war an 72 Synchronisationen beteiligt. 

## Hörspiele
- 2019: Die Prüfung – Vaterliebe als Mia Ziegler – Regie: Kim Jens Witzenleiter (Wolfy-Office)[7]
- 2020: Die Prüfung – Journalismus als Mia Ziegler – Regie: Kim Jens Witzenleiter (Wolfy-Office)[8]
- 2020: Die Prüfung – Justiz als Mia Ziegler – Regie: Kim Jens Witzenleiter (Wolfy-Office)[9]
- 2020: Video-Integrator als Sophia – Regie: Kim Jens Witzenleiter – Buch: Thomas Plum (Wolfy-Office)[10]
- 2023: Misfits Academy – Als wir Helden wurden von Adriana Popescu[11]
- 2023: Wolfy als Tina – Regie: Kim Jens Witzenleiter – Buch: Kim Jens Witzenleiter (Wolfy-Office)[12]